# Rue de Chézy
La rue de Chézy est une voie de la commune de Neuilly-sur-Seine (département des Hauts-de-Seine).

## Situation et accès
Cette voie débute avenue Achille-Peretti et finit boulevard Victor-Hugo.
Du sud au nord, elle croise ou rencontre l’avenue Sainte-Foy, le boulevard d’Argenson et le boulevard Jean-Mermoz, la rue Perronet, la rue Édouard-Nortier et la rue Pauline-Borghese, le boulevard Bineau et la rue Chauveau.
Le quartier est desservi par la ligne 1, à la station Pont de Neuilly.

## Origine du nom

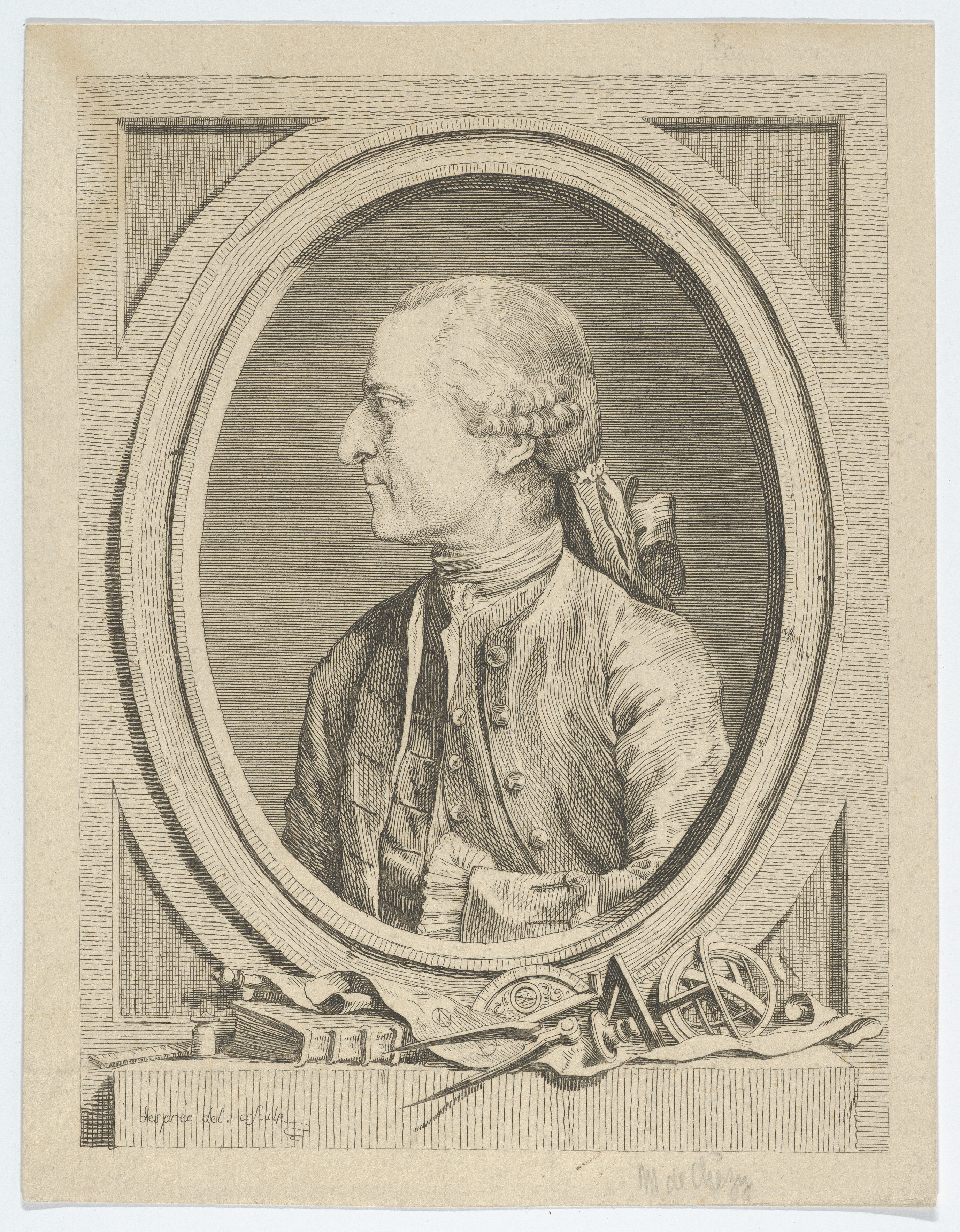
Antoine Chézy.

Elle évoque la mémoire de l’ingénieur Antoine Chézy (1718-1798).

## Historique
Elle prend son nom en 1856.

## Bâtiments remarquables et lieux de mémoire
- No 4 : en 1904 est construit à cet emplacement un hôtel particulier par l’architecte Richard Bouwens van der Boijen[2]. La baronne Hulot de Collart y a son domicile et y meurt en 1908[3]. Quinze ans plus tard, une salle de spectacle est aménagée à cette même adresse par l’architecte Charles Siclis[4], désignée dans la presse sous le nom de Nouveau théâtre de Neuilly (1928) et, plus tard, de Le Chézy (1934). Elle est inaugurée le 17 février 1928 avec une représentation de l’opéra Faust[5].
- No 8 : immeuble construit par l’architecte A. Bordelet en 1903, signé en façade.
- Nos 11-13 : maison de style anglais construite par l’architecte belge Arthur Vye-Parminter en 1924, signée en façade.
- No 15 : construction de 1912 réalisée par l’architecte Fernand Delmas[6].
- Angle rue de Chézy, 4 rue Édouard-Nortier : domicile de Darry Cowl, qui y décède.
- No 56 : à l’origine entrepôt et magasin de vente de sculptures, construit en 1889 ; aménagé depuis en commerce et en bureaux[7].
- Nos 61-63 : immeuble de logements construit en 1961 par l’architecte Jean Ginsberg[8].

## Galerie

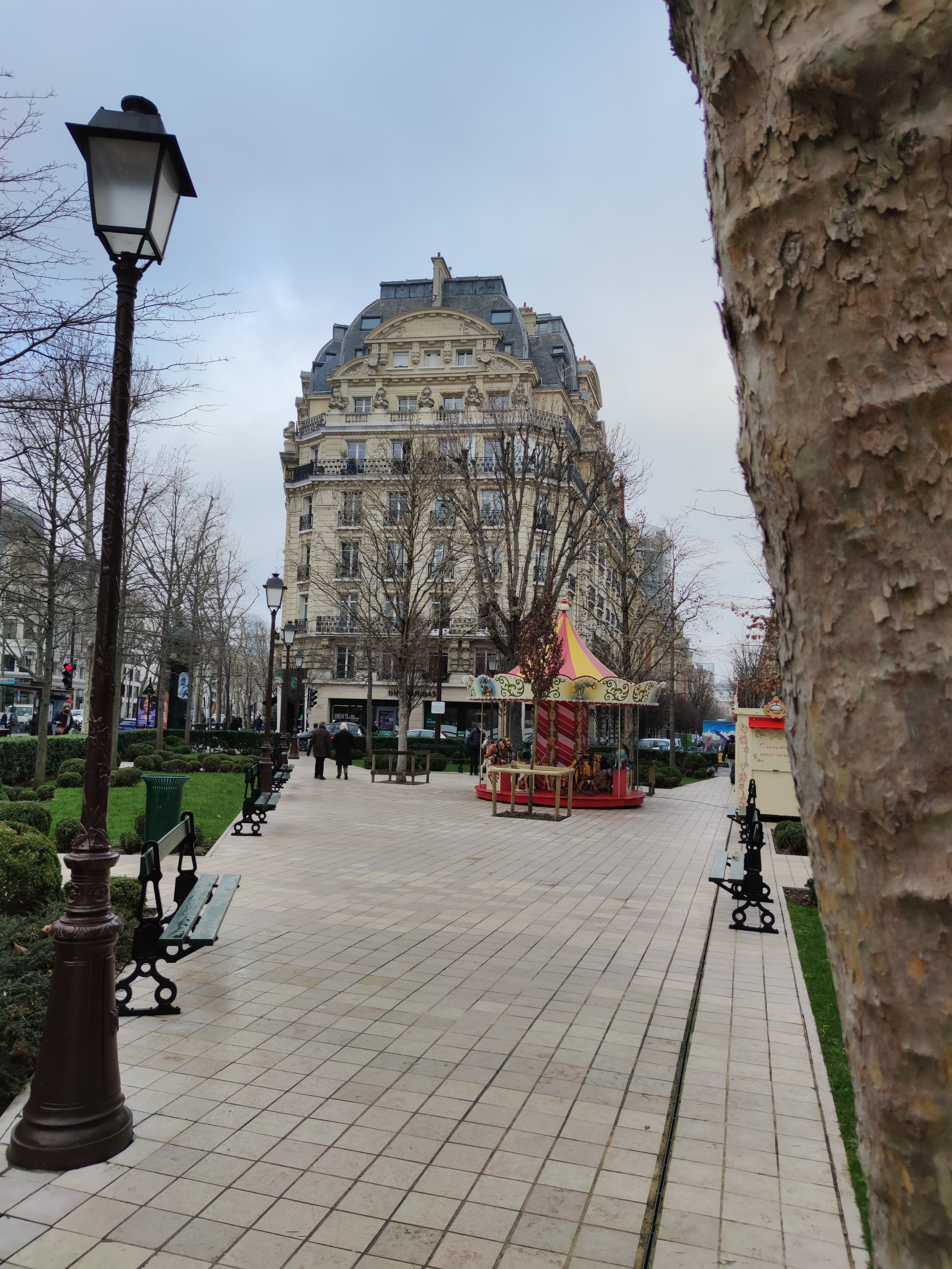
No 1, vu du square.
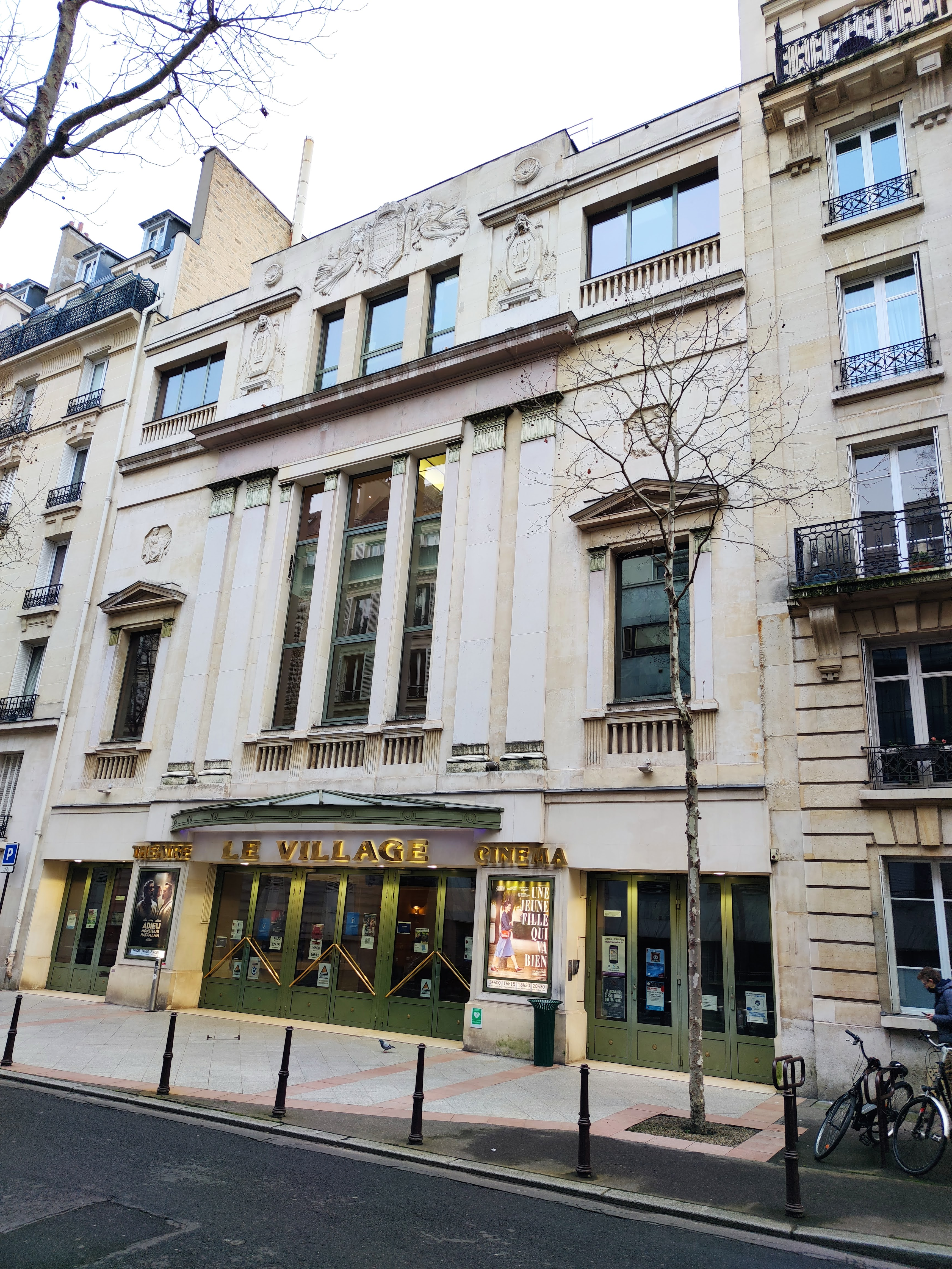
No 4.
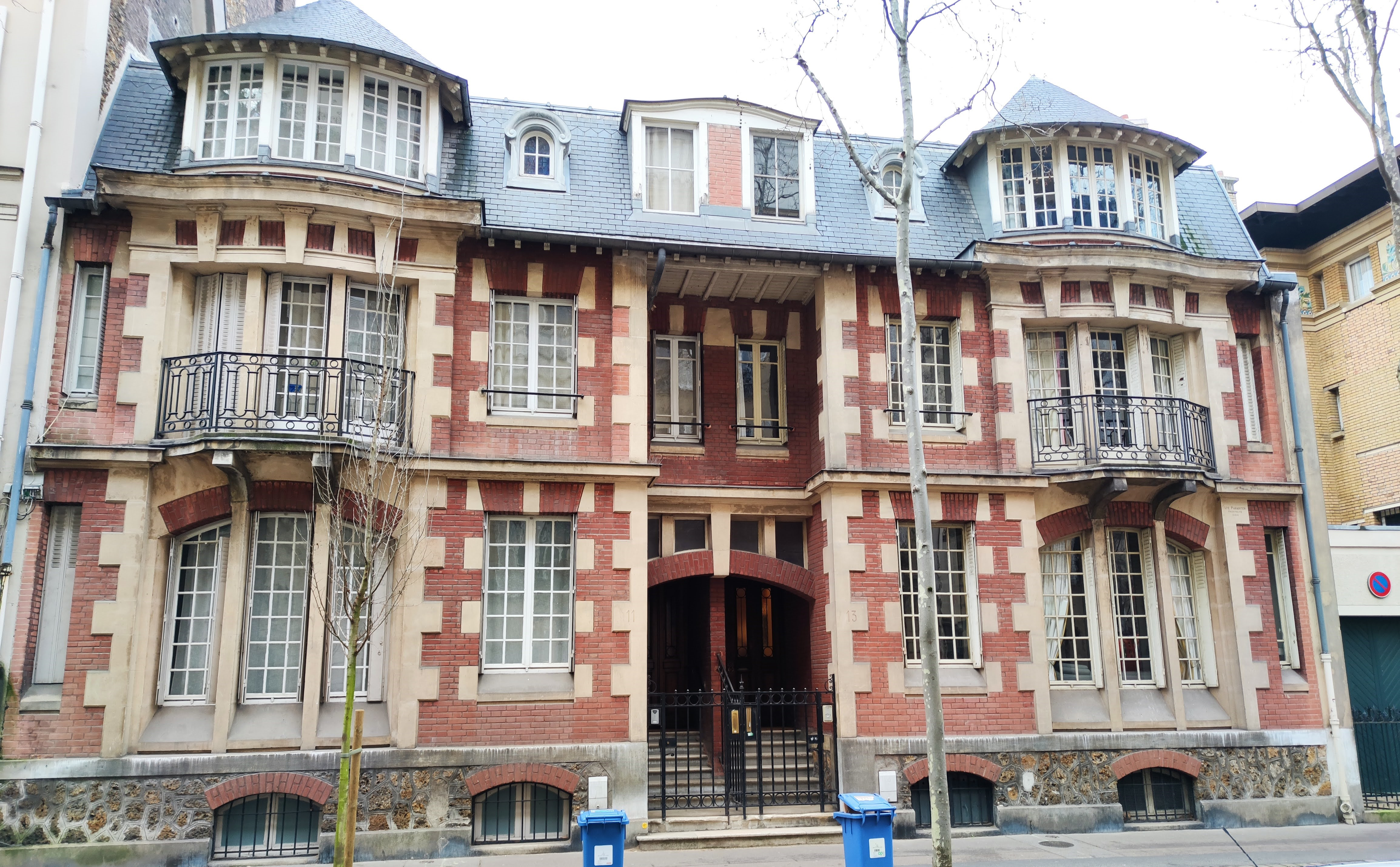
Nos 11-13.
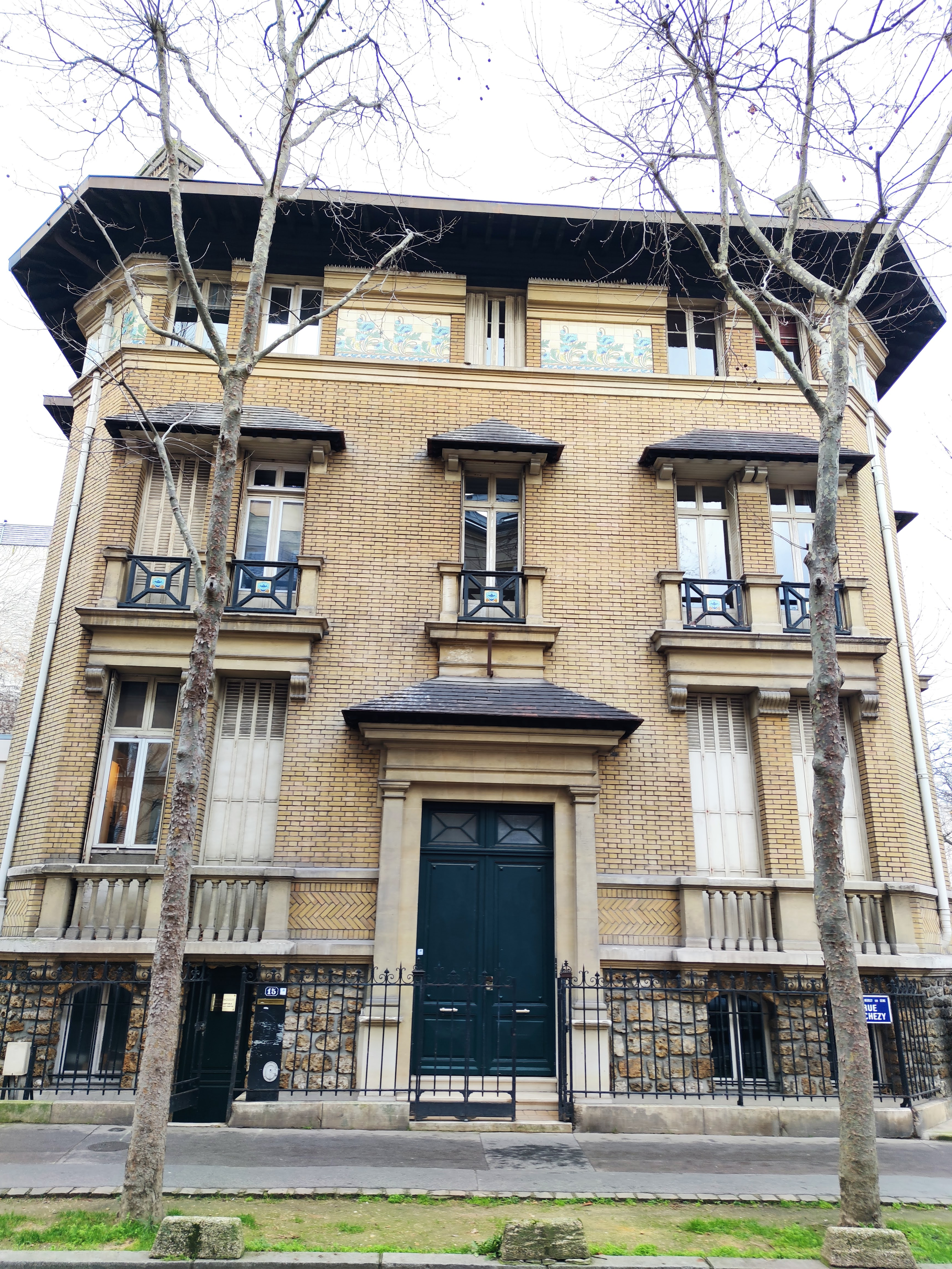
No 15.
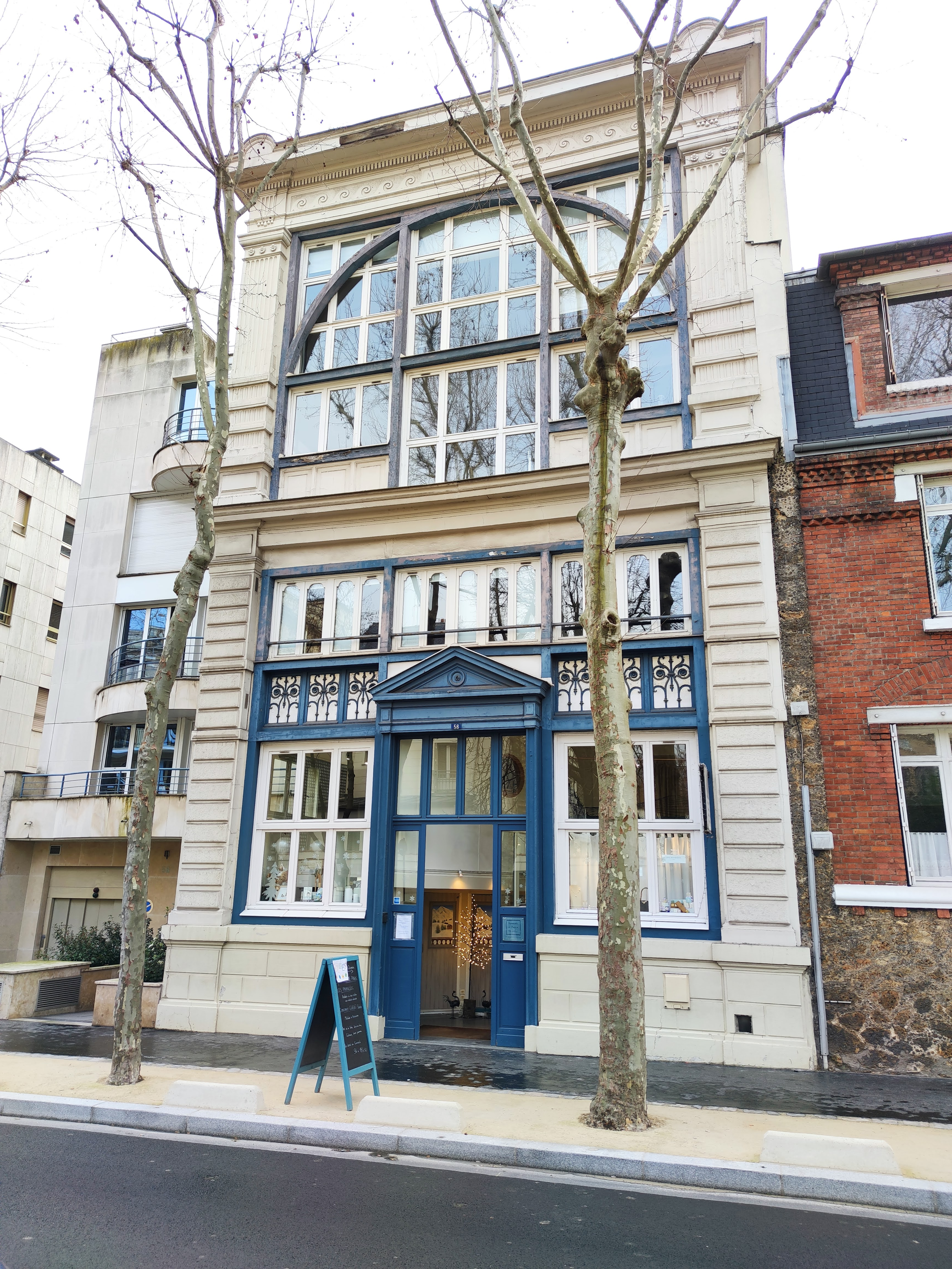
No 56.
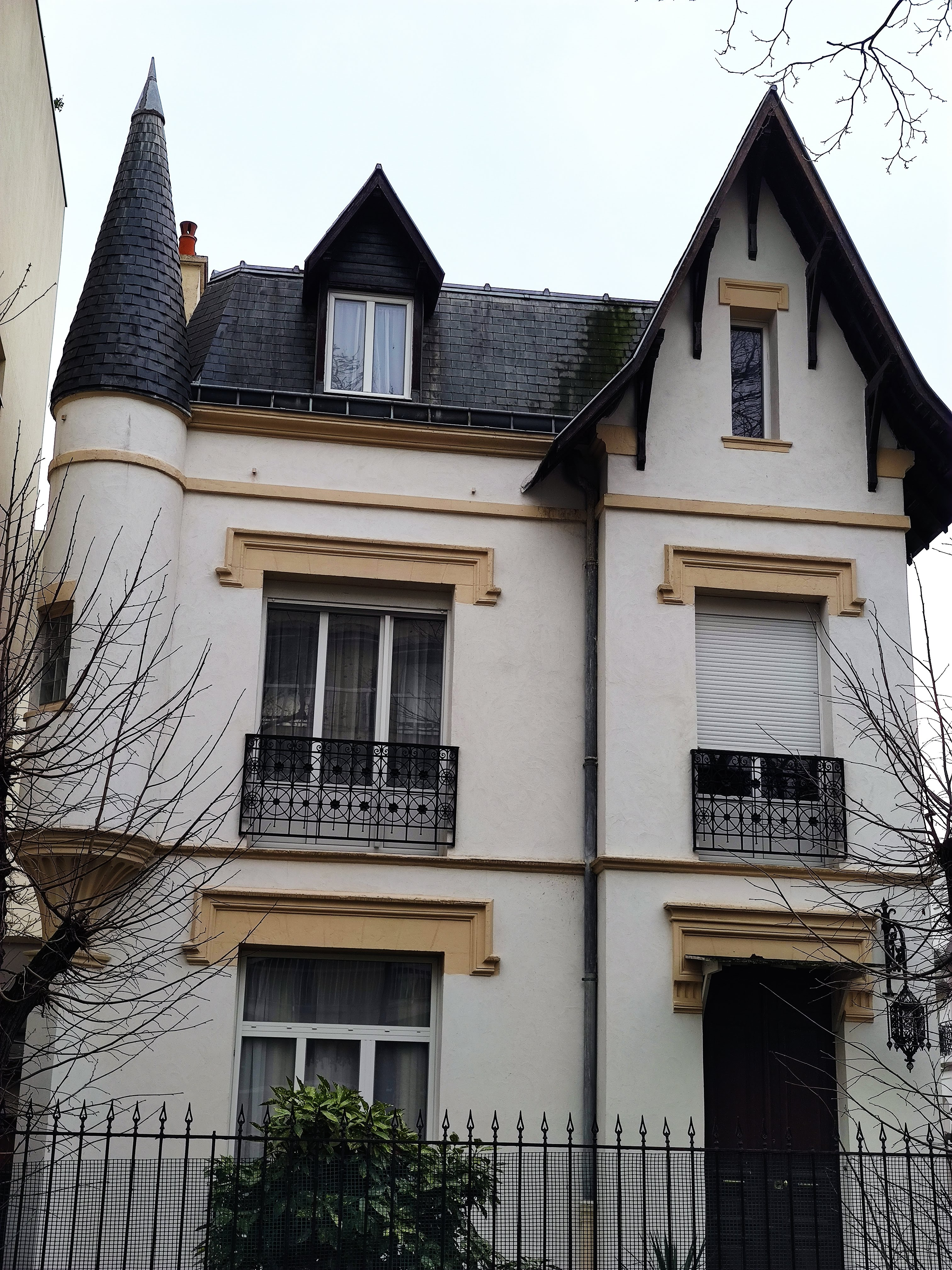
No 82.